# 郝氏污蛛
郝氏污蛛（学名：Collinsia holmgreni）为皿蛛科污蛛属的动物。分布于英国以及中国大陆的西藏等地，多栖息于草丛。该物种的模式产地在英国。